# Eilicrinia acardia
Eilicrinia acardia là một loài bướm đêm trong họ Geometridae.